# Jerome Damon
Jerome Damon (Kaapstad, 4 april 1972) is een Zuid-Afrikaanse voetbalscheidsrechter, die ook internationaal actief is.
Damon floot in 2004 één wedstrijd tijdens de Afrika Cup. In 2006 leidde hij er drie duels, waaronder de halve finale tussen Nigeria en Ivoorkust.
De Zuid-Afrikaan stond op de reservelijst voor het WK in 2006 in Duitsland, waar hij vierde official was. Hij floot in 2006 op het WK voor clubs de kwartfinalewedstrijd Jeonbuk Hyundai Motors-Club América.